# Cyathea arborea
El helecho gigante o palo camarón (Cyathea arborea) es una planta de la familia de las ciatáceas.

## Descripción
Helecho perennifolio que puede alcanzar 9 m de altura, con tronco marrón de 7,6 a 12,5 cm, delgado, sin espinas y corona de diez o más hojas (frondas) de helecho en forma de abanico. Las frondas cuando nuevas están enrolladas, estas se desarrollan hasta quedar en posición horizontal. El tronco no tiene espinas y su corteza es dura con un corazón blanco y suave.  Las ciatáceas no tienen flores, semillas ni frutos, para su reproducción tienen unas masas redondas debajo de las hojas que producen esporas polvorientas. El tronco no se divide en corteza y madera y no crece en diámetro. Este tiene una cubierta negra exterior dura y delgada y en el centro es blanco con mazos que dan rigidez y sirven para conducir líquidos

## Distribución y hábitat
Los helechos gigantes se encuentran en las planicies y los bosques de altura en todas las Antillas como pequeño árbol del sotobosque.

## Usos
- Cultural

Los caribes usaban los troncos ahuecados para conservar y cargar las brasas, manteniéndolas durante horas sin humo ni llamas
- Medicinal

Cocción de zumo de los tallos de las hojas se usa para enfermedades de mujeres y aumentar su fertilidad. Baba de tallo sirve contra paludismo, fiebre, para el hígado y bazo, enfermedades venéreas, próstata, Leishmaniasis, estómago, corazón y tuberculosis. Infusión de la corteza se aplica para bronquitis y otras afecciones pulmonares.